# Переселение корейцев в Россию

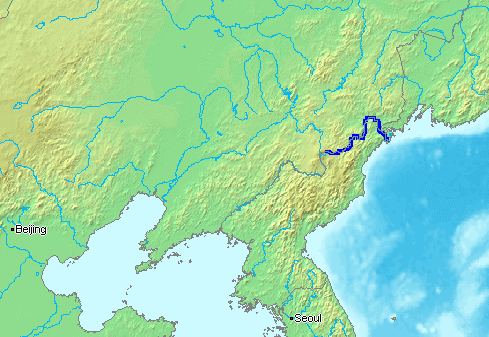
Река Туманная на российско-корейской границе (с 1860 г.). Корейцы в основном пересекали реку зимой по льду. В начале XX века усилился приток корейцев и морем.

Переселение корейцев в Россию является одним из самых хорошо изученных миграционных процессов в современной российской историографии. 
Мощный миграционный поток из Кореи в Российскую империю, затем в СССР наблюдался с 1860 по 1930 годы, приведя к формированию полумиллионной корейской диаспоры на территории СНГ. Небольшое количество корейских эмигрантов последовало транзитом через российскую территорию в Китай, затем в Маньчжоу-го. К переселению корейцев в Россию подталкивало в основном малоземелье, голод и стихийные бедствия 1860, 1862, 1869, 1871, 1876, 1883, а затем и гнёт японской администрации, из-за которой в СССР появились не только малоземельные крестьяне, но и политические беженцы из Японской Кореи 1910—1945 гг.
Отношение к корейской иммиграции в России было в целом доброжелательным, хотя по мере роста общины и особенно после захвата Кореи Японией оно несколько изменилось и стало более неоднозначным. Корейцы играли ведущую роль в развитии сельского хозяйства на российском Дальнем Востоке, особенно учитывая дефицит славянских поселенцев при срочной необходимости снабжать провиантом российскую армию .
Особенностью корейской иммиграции было массовое принятие переселенцами российского гражданства, в результате чего корейская диаспора стала единственной, сумевшей органично вписаться в этнокультурный ландшафт российского Дальнего Востока. Корейских иммигрантов правомернее причислить к категории беженцев, так как в Россию их гнали голод, скученность и малоземелье, а за эмиграцию на родине им грозила казнь.

## Причины и предпосылки

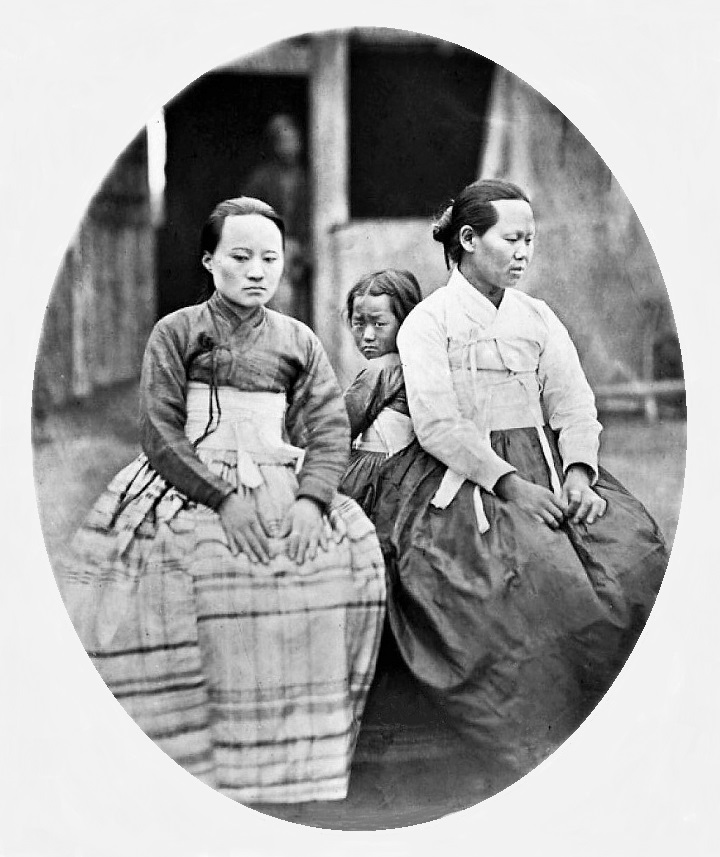
Кореянки в Приморье. Вторая половина XIX века. Фотография В. В. Ланина

К переселению в Россию корейцев подталкивали причины экономического, политического и географического характера. К началу XIX века население Кореи превысило 18 млн человек. В стране разразился кризис малоземелья, сопровождавшийся голодом и сокращением среднего размера семьи. Часть переселенцев приходила даже без одежды, но с надеждой начать новую жизнь, зная что за спиной их ждала только верная смерть от голода.
Бегство в Россию осуществлялось в основном в конце зимы по толстому льду реки Туманган со всем скарбом и скотом, из расчёта, чтобы уже наступающей весной приступить к земледелию. В отличие от большинства китайцев и японцев, корейцы переселялись в Россию обычно целыми семьями с целью создания полноценных нуклеарных хозяйств и не были склонны к возвратной миграции. К тому же если японцы селились только в крупных приморских городах, а китайцы предпочитали дробиться небольшими группами по всему Приморью и Приамурью, то корейцы образовали компактную полосу крупных сельских поселений вдоль границы с Кореей. И если китайцы предпочитали сторониться русских (отчасти потому, что в ведении китайских мигрантов часто находилась контрабанда), то корейцы, наоборот, к русским тяготели, образовав со временем взаимозависимый экономический симбиоз не только в сельском хозяйстве, но и в промышленности.

## Автохтонное корейское население
В 1860 году, когда Китай уступил России Приморье, к северу от Тумангана уже проживали 5 130 корейцев, прибывших сюда за несколько месяцев до подписания договора. Эти люди получили российское гражданство и не рассматривались как иностранные подданные. По данным корейских источников, в 1882 году на исконно корейской территории левобережья Тумангана (так называемый остров Ноктундо) проживало 113 семей корейско-подданных численностью 822 человека.

## Этапы переселения

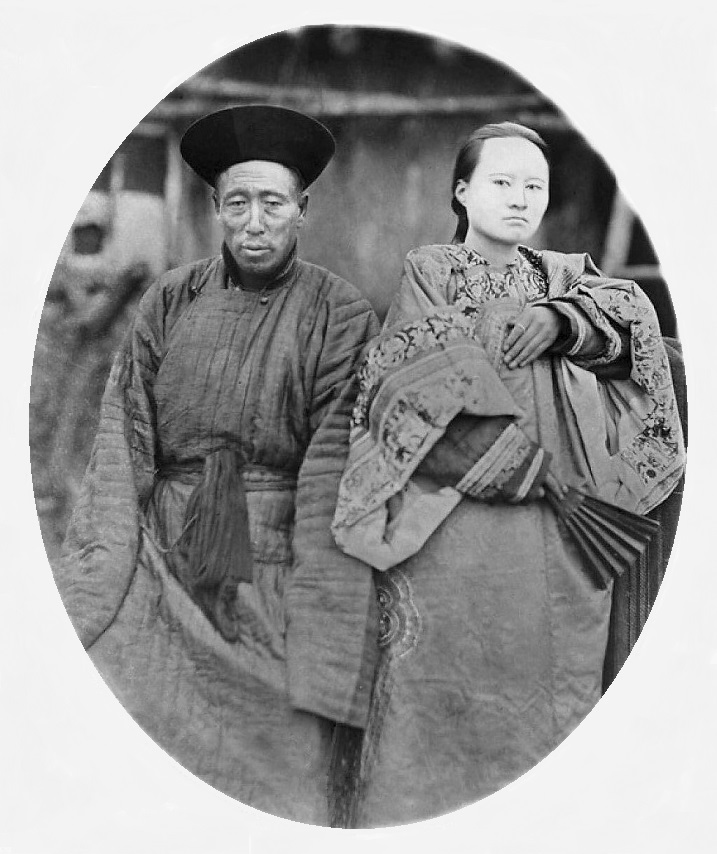
Манз и кореянка в Приморье. Вторая половина XIX века. Фотография В. В. Ланина

Чжон Бон Су выделяет 4 этапа корейского переселения в Россию:
- 1863—1884: стихийное переселение безземельных корейцев-простолюдинов («пхёнминов»)[6] в российское Приморье. Сам факт появления границы с Россией встревожил корейских правителей, и в Юкчин была выслана пограничная армия из 4 000 челoвeк. Однако необходимость содержать ещё и 4 000 воинов тяжёлым бременeм леглa на плечи местных крестьян и побудила их к бегству в Россию, где российская армия, по крайней мере, платила за поставки продовольствия. Корейская династия Чосон препятствовала переселению своих подданных в Россию, введя за это смертную казнь. Российская же администрация не препятствовала этому потоку. Более того, переселенцам выдавали пособия. Уже к 1864 году корейцы посеяли и собрали столько хлеба, что смогли обойтись без российских пособий. K 1867 году в Приморье уже было три корейских деревни, в которых жили без малого 2 тысячи человек. Наиболее массовым был приток в 1869—1870 гг, когда в Россию прибыло свыше 6 500 корейцев. Осенью 1869 года после сильного наводнения на севере Кореи границу с Российской империей перешли более 1 800 голодающих. Зимой 1869 года в Россию перешли ещё 4 500 голодающих и разорённых людей. Ho 20 декабря 1869 года местная российская администрация, напуганная столь массовым притоком людей, решила принимать «энергичные меры к приостановке переселения корейцев». Депортации никто не подвергся, но были приняты первые меры по отселению от границы и расселению по территории Дальнего Востока.

В 1871 году российские власти предприняли первую целенаправленную попытку отселить часть корейцев от границы: так появилось корейское село Благословенное, в корейской среде известное как «Самалли». По описи 1879 года в селе проживало уже 624 человека.
K 1884 году в Российское империи проживало свыше 9 000 корейских эмигрантов первого поколения. Поскольку они переселились до официального установления дипломатических отношений, то они смогли получить российское гражданство.
- 1884—1894: начался после подписания совместного договора о торговле сроком на 10 лет. В этот период из Кореи начали прибывать крестьяне и горожане самых разных сословий, в том числе и ремесленники, разорённые проникновением механизированного японского капитала. Однако в 1893 году первый Приамурский генерал-губернатор Корф, по происхождению остзейский немец, собрал в Хабаровске съезд «сведущих людей», на котором собравшиеся указали на необходимость ограничения азиатской иммиграции[8].
- 1894—1910: эмиграция участников крестьянского восстания Тонхак, усугубившаяся японской интервенцией, которая стала следствием поражения России в войне 1905 года. С этого времени в Российскую империю потянулись корейские политэмигранты. Приамурский генерал-губернатор Павел Унтербергер был активным противником корейской иммиграции. Он боялся, что Япония рано или поздно начнёт оказывать на них давление как на своих подданных. Унтербергер даже установил этнические квоты для работников: на золотодобыче разрешалось иметь не менее 50% русских и не более 25% корейцев. Это правило, правда, игнорировалось золотопромышленниками, которые прекрасно знали о своих затратах на этнический труд: если содержание русского работника в среднем обходилось в 23 рубля в месяц, то на корейца тратили в среднем 18, а на китайца — лишь 8. Парадоксально, но с 1906 по 1910 год, пока Унтербергер находился у власти, численность корейцев в империи увеличилась с 34 до 50 тысяч. Значительную часть прибавления, впрочем, обеспечил естественный прирост уже имеющихся мигрантов. Учитывая сложность социальной обстановки на западе страны, «корейский вопрос» в этот период уже отошёл на задний план.
- 1910—1917: переселение с целью ухода от японской эксплуатации. Однако юридическое положение корейских иммигрантов в России осложнилось тем, что по договору 1911 года все корейцы стали считаться подданными Японской империи, что накладывало на них подозрения в возможном шпионаже в пользу Японии[2]. В начале XX века корейцы начали активно и часто нелегально проникать в Россию и морем в трюмах кораблей через порт Владивостока и другие бухты юга Приморья. Так или иначе, к 1917 году в России проживало около 100 тысяч корейцев, причём в Приморском крае они составляли почти треть всего населения (а в Посьетском районе — до 89 %[9]). Волны корейской иммиграции в этот период достигли даже Сахалинa. Корейская диаспора Сахалина начала своё постепенное формирование после 1870 года. В 1890 году о присутствии корейцев на Сахалине упомянул посетивший остров А. П. Чехов, который провёл там перепись населения и в книге «Остров Сахалин» написал, что «у Семёнова работают манзы, корейцы и русские»[2]. Перепись 1897 года обнаружила на острове 67 корейцев из 28 000 жителей. В 1920 году в российском секторе острова проживало 608 корейцев. Следует заметить что с 1905 по 1937 год в северной (российской, а затем и советской) части Сахалина обособленно сформировалась северо-сахалинская группа корейцев, которая, как и континентальные корё-сарам, в количестве 1 187 человек была депортирована в Среднюю Азию[2].
- Период японских репрессий. Некоторые ученые подчеркивают, что корейскую иммиграцию в Россию не остановили ни революция, ни гражданская война, и отдельные группы переселенцев продолжали прибывать в Россию вплоть до депортации 30-х годов. После подавления антияпонского восстания в Россию прибыло почти 100 000 корейских беженцев и партизан[8]. Всего в Среднюю Азию было депортировано 172 тысячи корейцев, включая 1 187 корейцев Северного Сахалина. Но небольшая часть из них до этого успела переселиться в тот же Казахстан и Ростовскую область вполне добровольно.

## Роль японских властей
В первой четверти XX века доля корейцев в населении Приморья росла рекордными темпами именно благодаря иммиграции: по данным текущего учёта в 1914 году их было около 15%, а уже к 1926 году — 25 %. При этом имел место и недоучёт населения. Японские власти Кореи сами начали активно поощрять корейцев к переселению на российскую территорию, преследуя сразу несколько целей.
Во-первых, корейская эмиграция снижала градус социального недовольства в занятой японцами Корее. К эмиграции были наиболее склонны антияпонски настроенные слои населения, которые, как правило, также симпатизировали коммунистическим/социалистическим идеям. Эмиграция корейцев в Россию также освобождала место для потенциальных японских иммигрантов в Корее. Более того, учитывая договор 1911 года, корейская эмиграция, пусть и номинально, но всё же создавала удобные рычаги влияния Японии на ситуацию в российском Приморье, поскольку даже самые антияпонски настроенные беженцы из Кореи теперь по договору считались подданными Японии, а значит их оставшиеся в Корее родственники могли быть потенциально использованы в агентурных целях. Владимир Арсеньев описал эту своеобразную этно-политическую динамику первой четверти XX века следующим образом: «Японцы стремятся объяпонить Корею и обкореить Южно-Уссурийский край». И действительно, только с 1911 по 1917 годы численность корейцев в Приморье выросла с 62 529 до 84 678 человек, или более чем на 35%.

### Язык и диалекты
До 1895 года юкчинский диалект был практически единственным родным диалектом корейских переселенцев в России. Юкчинские традиции поддерживались благодаря долгому сохранению традиции заказа невест из родного селения. Но с конца 1890-х годов географические источники корейской эмиграции подверглись значительной диверсификации, и в России появилось много носителей мёнчон-кильчжинского говора хамгёнского диалекта, в результате чего во многих поселениях начался процесс смешения диалектов с параллельно растущим влиянием русского языка.

## Географическое распределение и взаимоотношения с другими народами
Со временем корейские переселeнцы и их потомки осваивают не только Приморье, где они превратились в главное этническое меньшинство, но также и Приамурье, где по численности (37 000) в 1907 году они уступали только китайской диаспоре (69 000). Основной особeнностью азиатской миграции было то, что при равном количестве китайской и корейской диаспоры китайцы в массе своей остались подданными Срединной империи, в то время как корейцы, которых на родине ожидала смертная казнь за эмиграцию, принимали русское подданство и часто переходили в православие. Обе группы всё же одинаково хорошо сохраняли свои обычаи.
В Приамурье корейцы и китайцы заняли разные экономические ниши: корейцы в основном занимались фермерством или же нанимались чернорабочими на производство, китайцы же предпочитали более прибыльные, часто нелегальные или полулегальные виды экономической деятельности, такие как скупка и сбыт намытого золота, контрабанда, разбойничество. Впрочем, жертвами китайских бандформирований, известных как хунхузы, даже на российской территории были в основном мирные китайцы и маньчжуры.
Несмотря на относительно успешную интеграцию корейских иммигрантов, царское правительство всё же не желало превращения Дальнего Востока во вторую Корею, и туда вскоре направился мощный поток русских переселенцев, которым стали выдавать лучшие земли. Учитывая преимущественно экстенсивный метод ведения с/х и относительно суровый климат региона, здесь также вскоре начала ощущаться нехватка угодий для землепашества. В результате всё больше и больше корейцев вынуждено было арендовать землю у русских крестьян и казаков или же идти в промышленность. Крестьяне и казаки, на которых батрачили старательные и нетребовательные корейцы, относились к ним весьма лояльно и тихо саботировали указы высших чиновников о необходимости остановить приток беспаспортных мигрантов из соседней страны.
Советские чиновники сталкивались примерно с той же проблемой, однако после революции лояльное отношение местных русских крестьян и казаков к корейцам изменилось на резко враждебное. Дело в том, что советские власти были сторонниками раздачи арендованной земли корейским батракам, что стимулировало дополнительный приток корейцев из теперь уже Японской Кореи, а также конфликты с русскими арендодателями. Неслучайно именно этнические корейцы стали самыми активными сторонниками советизации российского Дальнего Востока.

## Урбанизация
В связи с притоком русского крестьянства и казачества в корейской среде Приморья и Приамурья начинает ощущаться нехватка земли, которую многие корейцы теперь вынуждены арендовать у русских. Ситуацию спасает начинающаяся урбанизация и индустриализация. Вслед за китайцами и японцами корейцы устремляются во Владивосток, превратившийся в важнейший транспортный узел региона. В 1914 году, по данным описей русской полиции, во Владивостоке проживало 68 279 русских (69% от общего населения), 24 770 китайцев (25%), 3 339 корейцев (3%) и 1 965 японцев (2%). Корейцы, как и представители других азиатских групп, образовали в городе свой этнический квартал, получивший незатейливое название «Корейка». В полумаргинальной корейской и китайской среде Владивостока численно преобладали беднейшие элементы, в том числе нелегальные иммигранты, нищие, чернорабочие, грузчики и прочие батраки, трудно поддававшиеся официальному статистическому учёту. Поэтому, по наблюдениям самой же полиции, весьма вероятным был факт как минимум 50%-го недоучёта лиц этих национальностей в городе.

## Депортация
21 августа 1937 года была начата депортация корейцев из Приморья. По словам офицеров НКВД, основная масса корейцев данное мероприятие встретила одобрительно с редкими случаями возражения. 2 июля 1945 года, незадолго до начала войны с Японией, Лаврентий Берия издал приказ, согласно которому все переселённые корейцы были взяты на учёт в качестве спецпереселенцев.

## В науке
Корейскую иммиграцию в Российской империи обстоятельно изучал сибирский историк-публицист В. И. Вагин, критиковавший российских чиновников за расселение корейцев подальше от границы с Кореей.